# Christian Aebersold
Pour les articles homonymes, voir Aebersold.
Christian Aebersold, né le 22 février 1962, est un orienteur et coureur de fond suisse. Il est triple champion du monde de course d'orientation en relais.

## Biographie
Christian remporte son premier titre national en course d'orientation en 1986 en s'imposant sur la longue distance au mont Tendre. À la lutte avec Urs Flühmann, il profile d'une erreur de ce dernier pour s'imposer avec 2 minutes d'avance.
Le 16 avril 1988, il s'illustre sur route en remportant son premier titre national sur 25 kilomètres à Cortaillod. Sa future femme Gaby Schütz est également titrée ce jour-là.
Lors de sa deuxième participation aux championnats du monde de course d'orientation en 1991 à Mariánské Lázně, il se distingue sur la moyenne distance en effectuant une course remarquable mais échoue au pied du podium pour 5 secondes derrière Martin Johansson. Trois jours plus tard, lors de l'épreuve de relais, il s'élance comme dernier relayeur avec 1 min 37 s de retard sur le Norvégien Håvard Tveite. Christian effectue une excellente manche et parvient à doubler le Norvégien pour permettre à l'équipe suisse de décrocher sa première médaille d'or mondiale. Il prouve sa bonne polyvalence en prenant le départ du parcours long du Trophée mondial de course en montagne le 8 septembre à Zermatt. Il se classe huitième et meilleur Suisse.
Aux championnats du monde de course d'orientation 1993 à West Point, il fait parler son expérience lors de l'épreuve de relais en remontant de la sixième à la troisième place. Cédant le témoin à Urs Flühmann, ce dernier passe en tête avec une confortable avance. Thomas Bührer cède du terrain mais parvient à conserver 15 secondes d'avance pour permettre à la Suisse de conserver son titre.
L'équipe suisse s'élance comme grande favorite du relais aux championnats du monde de course d'orientation 1995 à Detmold. Malgré un mauvais départ d'Alain Berger, Christian corrige le tir et à l'aide de Daniel Hotz et Thomas Bührer, remporte son troisième titre consécutif.
En 1998, il ouvre son cabinet de médecine générale avec sa femme Gaby. Il remporte son dernier titre national en 1999 aux championnats suisses par équipe. Il prend ensuite sa retraite sportive et devient par la suite coach sportif pour ses enfants Simona et Fabian, également orienteurs.

## Palmarès en course d'orientation

### Championnats du monde de course d'orientation
- Médaille d'or en 1991 en relais
- Médaille d'or en 1993 en relais
- Médaille d'or en 1995 en relais

## Palmarès en athlétisme

### Route
| Année | Compétition                      | Lieu       | Place | Épreuve       | Temps           |
| ----- | -------------------------------- | ---------- | ----- | ------------- | --------------- |
| 1988  | Championnats suisses de 25 kn    | Cortaillod | 1re   | 25 kilomètres | 1 h 19 min 16 s |
| 1990  | Championnats suisses de marathon | Bienne     | 2e    | Marathon      | 2 h 18 min 11 s |

### Course en montagne
| no  | masculin           | Course                                                | Longueur | Départ           | Temps           |
| --- | ------------------ | ----------------------------------------------------- | -------- | ---------------- | --------------- |
| 2e  | Médaille d'argent  | Championnats suisses de course en montagne            | 12,5 km  | 14 juillet 1990  | 1 h 1 min 3 s   |
| 1re | Médaille d'or      | Course du Glacier                                     | 17,8 km  | 30 juin 1991     | 1 h 23 min 53 s |
| 2e  | Médaille d'argent  | Championnats suisses de course en montagne            | 11 km    | 14 juillet 1991  | 58 min 48 s     |
| 8e  | 8e                 | Trophée mondial de course en montagne - Parcours long | 17,3 km  | 8 septembre 1991 | 1 h 28 min 55 s |
| 2e  | Médaille d'argent  | Course du Cervin                                      | 12 km    | 30 août 1992     | 1 h 1 min 31 s  |
| 2e  | Médaille d'argent  | Championnats suisses de course en montagne            | 13 km    | 18 juillet 1993  | 1 h 6 min 4 s   |
| 2e  | Médaille d'argent  | Sertig-Lauf                                           | 39 km    | 1er août 1993    | 3 h 20 min 13 s |
| 2e  | Médaille d'argent  | Course du glacier                                     | 17,5 km  | 2 juillet 1995   | 1 h 7 min 22 s  |
| 3e  | Médaille de bronze | Marathon de la Jungfrau                               | 42,2 km  | 9 septembre 1997 | 3 h 2 min 36 s  |
| 3e  | Médaille de bronze | Swiss Alpine Marathon                                 | 67 km    | 28 juillet 1996  | 5 h 44 min 0 s  |
| 3e  | Médaille de bronze | Swiss Alpine Marathon K42                             | 42 km    | 26 juillet 1998  | 3 h 9 min 18 s  |

## Records
| Épreuve       | Performance     | Date          | Lieu       |
| ------------- | --------------- | ------------- | ---------- |
| 25 kilomètres | 1 h 16 min 16 s | 16 avril 1988 | Cortaillod |
| Marathon      | 2 h 18 min 11 s | 29 avril 1990 | Bienne     |